# Оспенный, Александр Данилович
Александр Данилович Оспенный (Марков) (1763 — после 1796) — русский военный. В семилетнем возрасте послужил донором материала для прививки против оспы Екатерины II и её сына, будущего императора Павла I — первой прививки в России.

## Биография

### Детство
Родился в 1763 году. По неподтверждённым сведениям был внебрачным сыном дворянина (возможно, Григория Орлова), однако обычно считается обычным простолюдином. Но, история которую описывают далее, показывает на то, что он был далеко не простолюдином. 
В 1769 году был выбран для донорства среди пациентов временного госпиталя для больных оспой. Прививка прошла успешно, и спустя месяц, 21 ноября, Екатерина даровала ему дворянский титул и повелела носить фамилию Оспенный.. Тогда же для его содержания был определён капитал в 3000 рублей в год .
Сам Александр также благополучно выздоровел. Некоторое время после прививки оставался во дворце императрицы, или по крайней мере часто привозился туда, по словам самой Екатерины, составляя её «забаву».
В «Русском Архиве» 1884 года (кн. 3, стр. 209), в статье «Генеалогическая заметка» сказано несколько слов об Александре Даниловиче Маркове, получившем от императрицы Екатерины фамилию Оспенного. Чтобы пополнить сказанное о нем автором «Заметки» г. Д. К., приводим несколько документов, заимствованных из дел архива министерства юстиции и интересных по тем биографическим данным, которые находим в них об этом питомце Екатерины.
Но прежде скажем несколько предварительных слов. Введение оспопрививания в России, бесспорно, было одним из благотворнейших дел, ознаменовавших тридцатичетырёхлетнее царствование императрицы Екатерины II. Поводом к нему была появившаяся в Петербурге летом 1768 года оспенная эпидемия, внушившая императрице самые серьёзные опасения как за себя, так и за наследника престола.
«Я, не имев оспы, — писала она к московскому главнокомандующему П. С. Салтыкову, — принуждена была как о себе самой, так и о великом князе, при всех употребляемых предосторожностях, быть однако ж в беспрерывном опасении, а особливо нынешнего лета, как она в Петербурге весьма умножилась, почла я себя обязанной удалиться из оного и вместе с великим князем переезжать с места на место. Сие побудило меня сделать сим опасениям конец и прививанием себе оспы избавить как себя, так и все государство от небезопасной неизвестности» («Русский Архив», 1880, кн.III, стр. 337.)
В июле месяце 1768 года, было послано в Лондон послу нашему Мусину-Пушкину повеление пригласить в Петербург искусного в оспопрививании врача, вследствие чего им и был приглашён в Россию Томас Димедель (Dimsdale). В то время прививание предохранительной коровьей оспы не было ещё известно; оспу прививали натуральную, перенося её прямо с больного на здорового, почему операция эта, которая, благодаря открытию Дженнера (1796 г.), теперь стала столь обыкновенною, тогда казалась настолько серьёзною, что не каждому врачу решались доверять ее. «У нас есть врачи весьма учёные и весьма искусные, — говорил граф Панин Димеделю при первом с ним свидании, — но они не имеют достаточной опытности по этой части» («Сборник Росс. Историч. Общества», т. II, 300.). Да и сам Димедель, когда ему объявили о намерении императрицы привить оспу себе и великому князю, не иначе решился на операцию доверявшимся его искусству высоким пациентам, как сделав предварительно опыт сперва над двумя, а потом ещё над четырьмя кадетами. Первый опыт удался, второй остался без ожидаемого результата, так как оказалось, что последние четыре кадета имели уже натуральную оспу.
Во время этих опытов Димеделю дали знать, что императрица не желает более откладывать операцию, и чтобы он готовился к ней. Это было осенью 1768 года. «Я выбрал трёх детей здорового телосложения, — говорит Димедель, — и привил к ним оспу, чтоб быть готовым, по мере возможности, к тому самому сроку, который был заблаговременно определён». 12 октября, в 9 часов вечера, в Вольфовский дом, где был устроен госпиталь для оспенных, явился из дворца посланный с приказанием приехать немедленно и привезти с собой больного, от которого можно было бы взять материю для привития оспы. «Ребёнок, которого я выбрал для этого, — рассказывает Димедель, — как наиболее способного и на котором оспа начинала уже показываться, в то время спал. Мой сын взял его на руки, закутал в свою шубу и снёс в карету» (там же, стр. 310 — 311.). Мальчик этот и был тот самый Александр Данилович Марков, имя которого мы поставили в начале нашей заметки. Судьба его довольно любопытна и отчасти не лишена загадочности. Начать с того, что Марковы, фамилию которых он носил, по всей вероятности, не были его родителями. К такому заключению невольным образом приводят слова Екатерины, сказанные ею графу Ив. Гр. Чернышёву относительно происхождения этого ребенка: «Si vous voulez savoir à qui il appartient, sachez que vorte frere (т. e. З. Г. Чернышёв) dit qu'avec le temps il le croit destiné à remplir les places de m-r Betzki, et ne m'en demandez pas plus». 
«Если хотите знать, кому он принадлежит, то знайте, что ваш брат (т. е. З. Г. Чернышёв) говорит, что со временем, по его мнению, он предназначен занять должности Бецкого, и больше о том у меня не спрашивайте. Дело в том, что я возвела его в дворянское достоинство, так как...»). Конечно, Екатерине не было бы надобности говорить так, если бы этот мальчик был сыном каких-то Марковых.
Но таинственный покров, наброшенный Екатериною на происхождение Маркова, раскрывает Гельбиг, этот любопытный немец, который так тщательно следил за всеми слухами и новостями своего времени. По его словам, Марков был сыном графа Гр. Гр. Орлова; говорит это он, конечно, по слухам, о матери же умалчивает, хотя, по всей вероятности, те же слухи, которые называли Орлова отцом Маркова, называли и имя матери, — это так естественно. На сколько справедливы были эти слухи, ручаться, конечно, трудно. [469]
Как бы то, впрочем, ни было, повторяем, судьба Маркова любопытна.
Родился он в 1763 году и, благодаря взятой от него для императрицы оспе, стал ей известен с детских лет. Через месяц после благополучного исхода болезни, Екатерина, в день своего тезоименитства жалует ему дворянское достоинство, приказывает принять фамилию Оспенного и на содержание его определяет капитал в 3000 руб., который до его совершеннолетия вносится в банк для приращения процентами (Колотов, «Деян. Екатерины», II, т. I, 255 («Р. Арх.», 1884, кн. 3, 211).)... Он остаётся в дворцовых покоях или, по крайней мере, часто привозится туда и, как говорит сама Екатерина, составляет её «забаву». Вот как характеризует она этого мальчика в письме к графу И. Г. Чернышёву, от 14-го декабря 1768 года. «От роду не видывали повесы, подобной Александр Данилова Оспина: резов до бешенства, умён и хитёр не по летам, смел до неслыханной дерзости, никогда не короток ни в ответах, ни выдумках, ему же шестой год, и мал как клоп. Брат ваш Захар Григорьевич, граф Григорий Григорьевич (т. е. Орлов) и самый Кирилл Григорьевич (т. е. Разумовский) часа но три, так как и все мы, по земле с ним катались и смеялись до устали. On peut dire qu'il remplit lui seul parfaitement la chambre. Si vous voulez savoir à qui il appartient, sachez que votre frere dit qu'avec le temps il le croit destiné à remplir les places de m-r Betzki, et ne m'en demandez pas plus. Le fait est que je l'ai annobli vu que sa petite verole m'a sauvé du danger de ce mal» («Можно сказать, что он один совершенно занимает собою всех. Если хотите знать, кому он принадлежит, то знайте, что, по словам вашего брата, он предназначен занять со временем должности Бецкого, и больше о том у меня не спрашивайте. Дело в том, что я возвела его в дворянское достоинство, так как...»).
По-видимому, это был недюжинный ребенок: при тех нравственных свойствах, какие были подмечены в нём императрицей, из Оспенного, казалось, должен был выйти или умный, способный и энергический человек, или отъявленный сорвиголова. Кажется, однако ж, из него не вышло ни того, ни другого, или же мы многого не знаем из дальнейшего течения его жизни.
Когда Оспенный вышел из детских лет, Екатерина поместила его в Пажеский корпус, откуда он и был выпущен в офицеры. Где и как шла его служба — неизвестно. По его собственным словам, он «служил в полках», а императрица жаловала его дорогими подарками (см. ниже). Все это показывает, что Екатерина продолжала оказывать Оспенному свое благоволение и тогда, когда он уже перестал забавлять её своими детскими выходками.

### Дальнейшие годы
Вышел Оспенный в отставку по болезни в звании секунд-майора и с 1793 года жил в Санкт-Петербурге, не имея постоянного источника дохода и терпя нужду. Неоднократно он писал Екатерине с просьбой подыскать ему место гражданской службы или назначить пенсию, но, по-видимому, успехов эти письма не имели. Упоминаний о нём после 1796 года не найдено. Известно что у него было два родных брата и родная сестра. По окончании курса в корпусе (1782) Марков, или, вернее, Оспенный, был произведён в «поручики». В это время он владел небольшим домиком в Галерной гавани, перешедшим впоследствии к его брату Якову Марковичу Сафронову. Императрица Екатерина II, видимо, продолжала благоволить к Оспенному и покровительствовать ему. Так, в разное время, она его осыпала подарками. Не оставляла она и его семью: сестре его, Аграфене Марковне Сафроновой, были подарены от Екатерины II золотые часы «с тёмносинею эмалировкою, отделанные жемчугом, с двойною шейною золотою цепью в виде ячменных зёрен, сочленённых небольшими звеньями с бирюзою». Когда же она выходила замуж за Чайковского (Чайковские — древний дворянский род польско- литовского происхождения), то к свадьбе Высочайше пожалована была золотая брошь, чрезвычайно художественной работы, формой своей напоминавшая герб Оспенного. https://www.supotnitskiy.ru/book/book7kommentarii26-30.htm

## Описание герба
В дипломе на дворянское достоинство семилетнему младенцу Александру Данилову сыну Оспенному герб описывается следующим образом:
«В золотом поле обнажённая рука с изображением на ней выше локтя зрелою оспиною в природном виде с завороченною около плеча рубашкою проходящая поперёк от левыя стороны щита, которая держит перпендикулярно распускающийся красный розовый цветок с зелёным стеблем и листьями. Над щитом стальной шлем, на нём вертикально роза с зелёными стеблем и листьями. Намёт справа красный, слева зелёный, подложен золотом».